# دانييل سانشيز (لاعب بلياردو)
دانييل سانشيز (بالإسبانية: Daniel Sánchez Gálvez)‏ (و. 1974  م) هو لاعب بلياردو إسباني، ولد في سانتا كولوما دي جرامانيت، شارك في 2018 McCreery 3-Cushion Champion of Champions ‏.

## جوائز
حصل على جوائز منها:
- نيشان الفنون والآداب من رتبة قائد (17 يناير 2013)[4]
- جائزة المنافسة العامة  [لغات أخرى]‏ (1946)

## روابط خارجية
- دانييل سانشيز على موقع AZBilliards.com (الإنجليزية)
- دانييل سانشيز على موقع الجمعية الدولية للألعاب العالمية (الإنجليزية)